# Sajgid Katinowasow
Sajgid Abdusałamowicz Katinowasow (ur. 22 kwietnia 1969) – radziecki i rosyjski, a od 1996 roku uzbecki zapaśnik walczący w stylu wolnym. Dwukrotny uczestnik mistrzostw świata; srebrny medalista w 1993. Siódmy na igrzyskach azjatyckich w 1998. Brązowy medal na mistrzostwach Azji w 1997. Pierwszy w Pucharze Świata w 1992 i 1996; drugi w 1991 i 1994.  Złoto na igrzyskach wojskowych w 1995. Mistrz świata juniorów w 1986 roku.